# St. Paul im Lavanttal
St. Paul im Lavanttal es una localidad del distrito de Wolfsberg, en el estado de Carintia, Austria, con una población estimada a principio del año 2018 de 3303 habitantes. 
Se encuentra ubicada al noreste del estado, cerca de la frontera con el estado de Estiria.